# Parisbach
Der Parisbach ist ein linker Zufluss zum Ravelsbach bei Gaindorf in Niederösterreich.
Der Parisbach entspringt nördlich von Maissau und wird im Oberlauf als Weitenbach bezeichnet. Er fließt sodann in südöstliche Richtung nach Parisdorf ab und ändert dabei seinen Namen auf Parisbach. Danach fließt er weiter nach Gaindorf, wo er im Ort in den Ravelsbach mündet. Sein Einzugsgebiet umfasst 6,4 km² in weitgehend offener Landschaft, nur sein Quellgebiet ist mit Bäumen bestanden. Zudem ist sein Oberlauf reich an Uferbegleitvegetation.